# Laurent Schiaffino
Pour les articles homonymes, voir Schiaffino.
Laurent Schiaffino (22 janvier 1897, Alger - 11 juillet 1978, Paris 16e) est un armateur et homme politique français.

## Biographie
Armateur, il fut sénateur d'Alger de 1955 à 1959.

## Distinctions
- Officier de la Légion d'honneur
- Commandeur de l'ordre national du Mérite
- Chevalier de l'ordre du Mérite maritime